# Antonietta Giacometti
Antonietta Giacometti (Canda, 10 marzo 1962) è una politica italiana.

## Biografia

### Carriera imprenditrice
È imprenditrice nel settore alimentare, dove dirige una propria azienda che conta circa trenta dipendenti.

### Carriera politica
In ambito politico è militante della Lega Nord ed è stata nel quadro dirigente del partito a livello comunale.
Nel giugno 2017 si candida alle elezioni amministrative di Badia Polesine come consigliere comunale per una lista civica di area centrodestra a sostegno del candidato sindaco Giovanni Rossi ottenendo l'elezione e il ruolo di assessore al commercio e alla sicurezza. Viene rieletta consigliere comunale di maggioranza nel 2022.
Nel febbraio 2018 viene scelta come candidata del centrodestra nel collegio uninominale di Rovigo alla Camera. Il 4 marzo 2018 in occasione delle elezioni politiche risulta eletta con il 46,94% dei voti e diventa deputato della XVIII legislatura.Ha fatto parte della IX Commissione Parlamentare Trasporti.
Alle elezioni politiche del 2022 viene ricandidata alla Camera ma non risulta eletta.